# Arzberg (Bawaria)
Arzberg – miasto w Niemczech, w kraju związkowym Bawaria, w rejencji Górna Frankonia, w regionie Oberfranken-Ost, w powiecie Wunsiedel im Fichtelgebirge. Leży w Smreczanach, nad rzeką Röslau, przy drodze B303 i linii kolejowej Praga – Paryż.
Miasto położone jest 15 km na wschód od Wunsiedel i 45 km na północny wschód od Bayreuth, przy granicy z Czechami.

## Dzielnice
W skład miasta wchodzą następujące dzielnice: 

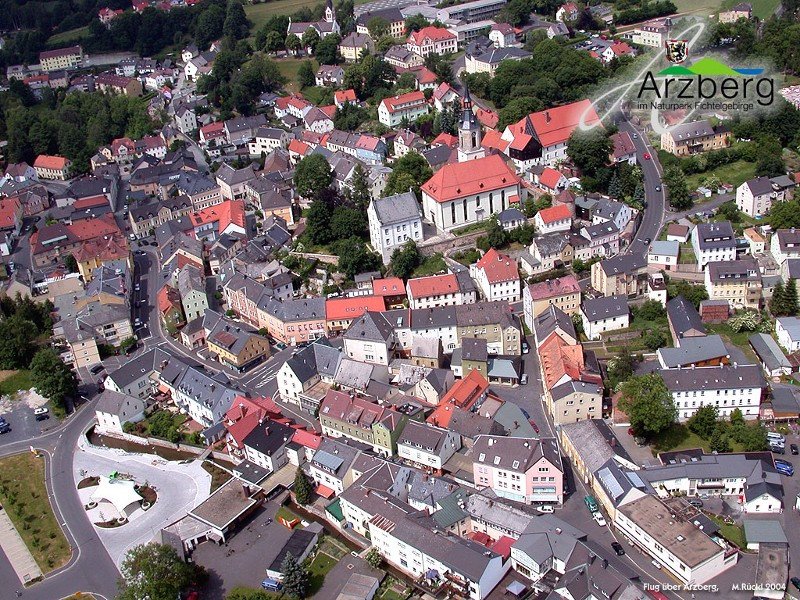
Arzberg z lotu ptaka

- Bergnersreuth
- Sandmühle
- Haid
- Oschwitz
- Preisdorf
- Röthenbach
- Rosenbühl
- Schlottenhof
- Seußen

## Współpraca
Miejscowości partnerskie:
- Austria: Arzberg
- Czechy: Dolní Žandov, Horní Slavkov
- Stany Zjednoczone: South Bend